# 姓氏桥
马来西亚槟城州槟岛东北部海边的海上桥状木屋区，各桥主要以姓氏宗亲分而聚居，最长的木桥向海延伸约500米，有者较短，左右建满了木屋。原本共有9座姓氏桥，但在城市发展巨轮下有两座姓氏桥被拆除兴建成中廉价组屋。
姓氏桥为乔治市（槟城州首府）的一部分，而乔治市在2008年被联合国教科文组织列入世界文化遗产。姓氏桥是乔治市重要的文化古迹之一，它充分表现了乔治市海上居民的生活特色。

## 姓氏桥列表
- 姓王桥 ( Ong Jetty )

-姓王桥建于19世纪中期，桥民原乡于中国福建省泉州同安县銮美社（现为中国福建省厦门市集美区杏滨街道马銮社区后尾社）。这座村桥不同于其他姓氏桥之处是它不曾发展成为一个海上聚落。仅是在木桥前建盖了一间公司厝提供那些来自銮美同乡王姓的劳力单身汉暂息处。
- 姓林桥 ( Lim Jetty )

-姓林桥是最靠近渡轮码头的姓氏桥，建于19世纪中期，桥民原乡于中国福建省泉州同安县后村庄。据目前统计，约有40户人家。
- 姓周桥 ( Chew Jetty )

-姓周桥是姓氏桥当中规模最大的一座桥，桥上约有75户人家。建于19世纪中，桥民原乡于中国福建省泉州同安县杏林社。因为广为人知所以吸引相当多游客前往参观。桥民每年农历正月初八晚都会举办拜天公仪式，每年都吸引上万人共襄盛举，是槟城其中一个拜天公最热闹的地点。
- 姓陈桥 ( Tan Jetty )

-姓陈桥是姓氏桥里最长的一座桥，长长的桥延伸至海中央，
- 姓李桥 ( Lee Jetty )

-姓李桥建于19世纪末期，桥民原乡为福建省泉州同安县兑山村。现在住着25户人家。最早期的姓李桥是位于现今的码头地段，后来因受到渡轮码头扩建计划的影响，才易地重建。桥两旁搭建对称的木屋，看起来比其他姓氏桥来的整齐，且保持了一致的建筑风格，大部分都已捕上新漆，予人不同的感觉。姓李桥的木桥板块，并没有如其他姓氏桥般是竖直搭起，而是横直的，为其中一大特色。但若要观望海景，就得走向桥的尾端。
- 杂姓桥 ( Mixed Surname Jetty )

-顾名思议，就是桥民来自不同姓氏，通常是那些姓氏都没有自己属于的那一条桥，所以大家聚集在一起组成了杂姓桥。杂姓桥成立于1960年代，目前有20多户水上人家。
- 姓杨桥 ( Yeoh Jetty )
- 姓郭桥 ( Koay Jetty ) (已拆除)
- 平安桥(已拆除)